# София Несторова
София Несторова е българска поетеса и преводачка.

## Биография
София Несторова е родена на 6 октомври 1955 г. в Казанлък. Завършва Славянска филология в Софийския университет „Св. Климент Охридски“, специалност Чешки език и литература.
От 1978 до 1996 г. работи като специалист „Културна дейност“ в Управление „Старинен Пловдив“. В периода 1997 – 2001 г. работи като домашна помощничка и продавач в книжарница, сътрудничи в Бюро преводи „Вулева“ и местния печат, за една година открива и ръководи Галерия „Стръмна“ в Стария град. От 2002 г. е редактор в Издателска къща „Жанет 45“, Пловдив.
Превежда и редактира от чешки и руски, член е на Дружество на преводачите в Пловдив. Отказва да членува в който и да е от многобройните писателски съюзи.
Нейни творби са включени в:
- „Антология на пловдивската любовна лирика“ (ДИ „Хр. Г. Данов“, 1996);
- Антология на българската поезия „Мост“ на чешки език (1996);
- „10 български поетеси“ на турски език (2006);
- „Кратки поетични форми от българската поезия“ на унгарски език;
- Антологията „In vino veritas“ (2007);
- Посветения на българската поезия брой на сп. „Алора“ (испански език).[1]

Отделни нейни творби са публикувани в литературни издания на полски, унгарски, испански, немски и турски език.

## Награди
- Национална награда за поезия „Димчо Дебелянов“ за стихосбирката „Целувам камъка“ (1983)[1]
- Национална награда за поезия „Иван Николов“ за стихосбирката „Озонова наркоза“ (1994)[1]